# Competencia fiscal
La competencia fiscal o competencia institucional es una estrategia gubernamental o jurisdiccional para promover la descentralización y la limitación del poder público y atraer inversión extranjera directa y personal cualificado. Consiste en minimizar el nivel de imposición fiscal, y generar competencia entre instituciones públicas o gobiernos de la misma forma que lo hacen las instituciones privadas y las empresas.
En el pasado los diferentes gobiernos disponían de mayor libertad para establecer un alto nivel de impuestos como barrera a la libre circulación de capitales y de trabajadores. El proceso de globalización está rebajando estas barreras, resultando en una mayor movilidad internacional de la mano de obra y, sobre todo, del capital (favoreciendo la evasión y elusión de impuestos).
En esta situación los diferentes países tienden a rebajar los niveles impositivos para disuadir a los trabajadores cualificados y a los inversores de desplazarse a otros países con niveles impositivos más bajos. Sin embargo, los impuestos son sólo parte de una compleja fórmula para describir la competitividad de una nación. Otros criterios como el coste de la mano de obra, la flexibilidad del mercado laboral, los niveles de educación, la estabilidad política, la estabilidad del sistema legal y la eficiencia son igualmente importantes.

## Medidas
Las reacciones de los diferentes gobiernos suelen centrarse en:
- reducción de impuestos a las personas y a las corporaciones;[1]
- vacaciones fiscales;
- elevación de las barreras al movimiento de capitales;
- prohibición a las compañías que se ocultan en paraísos fiscales de optar a contratos públicos;[2]
- presiones políticas a los países con niveles impositivos más bajos para armonizar estos.

Aparentemente las políticas defensivas sólo tienen efectos a corto plazo. Las reacciones más proactivas a la competencia fiscal consisten en promover otras políticas favorables al crecimiento y reformar el sistema fiscal.

## En la Unión Europea
La Unión Europea (UE) es un caso especial en el estudio de la competencia fiscal. Las barreras a la libre circulación de capital y de trabajadores se redujeron hasta la práctica inexistencia. Algunos países (p. ej. Irlanda) utilizaron sus bajos niveles de impuestos a las corporaciones para atraer grandes cantidades de inversión extranjera, mientras usaba los fondos de la UE para pagar las infraestructuras necesarias (carreteras, telecomunicaciones. Los contribuyentes netos de la UE (como Alemania) se oponen fuertemente a las transferencias económicas para infraestructuras a países con niveles bajos de impuestos. La integración de la UE ha estado ejerciendo presión también para la armonización de los impuestos al consumo. Los países miembros de la UE han de tener un IVA mínimo del 15% (tasa normal), y existe un límite a la cantidad de productos y servicios que se pueden incluir en la tasa reducida. Estas normas no impiden que alguna gente tenga en cuenta la diferencia de IVA al comprar algunos bienes (p. ej. coches). Los factores que contribuyen a la armonización son la moneda única (euro), el crecimiento del comercio electrónico y la proximidad geográfica.
La presión política para la armonización fiscal se extiende más allá de las fronteras de la UE. Algunos países vecinos con regímenes fiscales especiales (como Suiza) se han visto forzados a hacer concesiones al respecto.